# El amante bilingüe
El amante bilingüe és una pel·lícula espanyola del 1993 dirigida per Vicente Aranda, amb un guió escrit per ell mateix basant-se en la novel·la homònima de Juan Marsé. Fou rodada a Barcelona i Madrid reproduint els interiors de l'edifici Walden 7 de Sant Just Desvern, on viuen els protagonistes. Aranda ja havia dirigit altres pel·lícules basades en novel·les de Marsé, com La muchacha de las bragas de oro i Aventis (Si te dicen que caí).
La pel·lícula fou rodada en coproducció amb Itàlia i tenia un pressupost de 164 milions de pessetes (aleshores $1.36 milions de dòlars o 1.04 milions d'euros). Va ser ben rebuda al Festival Internacional de Cinema de Mont-real, on va tenir bona acollida. Aranda fou nominat al Goya al millor guió adaptat als VIII Premis Goya per aquesta pel·lícula.

## Argument
Joan Marés (anagrama del mateix autor), home d'origen modest, aconsegueix casar-se amb Norma, una dona catalana de classe alta. El matrimoni fracassa perquè ella li és infidel. Marés ha de marxar de casa i acaba com a indigent tocant l'acordió pels carrers de Barcelona. Un dia li cau un còctel molotov en una manifestació i el seu rostre és desfigurat, però aprofita aquesta circumstància per fer-se passar per un xarnego anomenat Faneca, per tal de recuperar la seva dona. Tanmateix, arriba un moment que el fictici Faneca acaba substituint Marés

## Repartiment
- Imanol Arias - Juan
- Ornella Muti - Norma
- Loles León - Vicenta
- Javier Bardem - Netejasabates
- Joan Lluís Bozzo - Valls Verdú
- Pep Cruz - Cuxot
- Arnau Vilardebó - Serafín
- Ricard Borràs	- Lobo
- Jordi Dauder -	Feisal
- Eufemia Román - Caperucita
- Carla Lombardi	- Fada